# Best of the Best: Championship Karate
Best of the Best: Championship Karate è un videogioco sulla kick boxing e permette di scegliere tra numerosi maestri dalla cintura nera.  
L'obiettivo principale è vincere il campionato di Kick Boxing, sconfiggendo una schiera nutrita di maestri avversari in una serie di combattimenti corpo a corpo. 
Originariamente intitolato Panza Kick Boxing (prendendo il nome dal campione André Panza) nell'edizione per microcomputer in Europa del 1990, è stato reintitolato Best of the Best: Championship Karate quando è stato transizionato per le console nel 1992; per Amiga, Amstrad e DOS venne pubblicato entrambe le volte, e la versione Best of the Best presenta alcuni aggiornamenti.